# Psylliodes picinus
Psylliodes picinus är en skalbaggsart som först beskrevs av Thomas Marsham 1802.  I den svenska databasen Dyntaxa används istället namnet Psylliodes picina. Psylliodes picinus ingår i släktet Psylliodes och familjen bladbaggar. Arten är reproducerande i Sverige. Inga underarter finns listade i Catalogue of Life.